# Pierick Houdy
Pierick Houdy (* 18. Januar 1929 in Rennes; † 22. März 2021 in Le Palais auf der Insel Belle-Île) war ein französisch-kanadischer Komponist und Musikpädagoge.

## Leben und Wirken
Pierick Houdy studierte ab 1939 am Pariser Konservatorium bei Marguerite Long, Lazare Lévy, Noël Gallon, Maurice Duruflé, Olivier Messiaen, Darius Milhaud und Nadia Boulanger. 1953 gewann er den Prix de Rome, im Folgejahr den Grand Prix de la ville de Paris. Von 1955 bis 1960 war er Direktor des Konservatoriums von Tours. 1963–64 unterrichtete er an der Schola Cantorum, danach war er bis 1969 Chorleiter an der Kirche St-Séverin. Daneben leitete er von 1966 bis 1969 den Kinderchor des ORTF.
Ab 1971 unterrichtete er Komposition und Musiktheorie am Conservatoire de musique du Québec in Kanada; 1976 wurde er kanadischer Staatsbürger. Zu seinen Schülern von Québec zählten u. a. Denis Bédard, Daniel Bolduc, Richard Gagné, Guy Gingras und Alain Leblond.
Unter den etwa 150 Werken Houdys finden sich fünf Messen, sechs Kantaten und Oratorien, vierzig kammermusikalische Werke, Filmmusiken, Orchesterwerke und Werke im Genre der elektroakustischen Musik. Außerdem komponierte er mehr als einhundert kurze Chorstücke.
Houdy war mit der Harfenistin Ghislaine de Winter (* 9. Mai 1934 in Paris – 7. Dezember 2016 in Le Palais) verheiratet. Diese studierte ab 1950 ebenfalls am Pariser Konservatorium bei Pierre Jamet und erhielt 1955 den ersten Preis im Fach Harfe. Sie spielte mehrere Jahre in Marie-Claire Jamets Quatuor français und übersiedelte 1970 nach Québec, wo sie an der Universität Laval Harfe unterrichtete.

## Werke (Auswahl)
- Sonate für Harfe, 1954
- Cantate à saint Michel, 1966
- Les Aveugles de Breughel für Orchester, 1967
- Messe québécoise, 1973
- Kastchentamoun für Saxophon, Klavier und Tonband, 1974
- Chemins, Saxophonquartett, 1977
- Messe bretonne, 1981
- Hymne à Teilhard de Chardin für Sprecher und Orchester, 1982
- Témoignage de Marie de l’Incarnation, 1984
- Messe de Jacques Cartier, 1984
- Cinq caractères en forme d’études für zwei Saxophone, 1988

## Filmografie (Auswahl)
- 1964: Nick Carter schlägt alles zusammen (Nick Carter va tout casser!)
- 1965: Eddie, Blüten und Blondinen (Ces dames s’en mêlent)
- 1978: Comme les six doigts de la main
- 1986: Bach und Broccoli (Bach et Bottine)
- 1990: Vincent und ich (Vincent et moi)